# 2 Fast 2 Furious (soundtrack)
2 Fast 2 Furious (Soundtrack) is de originele soundtrack van de film 2 Fast 2 Furious. Het album werd uitgebracht op 27 mei 2003 door Def Jam South.
Het album bevat muziek van verschillende artiesten die in de film zijn gebruikt. De originele filmmuziek werd gecomponeerd door David Arnold, maar zijn muziek is niet op het album terug te vinden of op een officiële tweede soundtrack.

## Nummers
1. Start (intro) - Ludacris (0:09)
2. Act a Fool - Ludacris (4:30)
3. Represent - Trick Daddy (3:38)
4. Slum - I-20, Shawnna & Tity Boi (3:06)
5. Pick Up the Phone - Tyrese, Ludacris & R. Kelly (4:53)
6. Hands in the Air - 8Ball (4:12)
7. Gettin' It - Chingy (4:19)
8. Block Reincarnated - Shawnna & Kardinal Offishall (4:18)
9. Pump It Up - Joe Budden (4:11)
10. Hell Yeah - Dead Prez (4:32)
11. Peel Off - Jin (4:09)
12. We Ridin'  - Fat Joe (3:01)
13. Rollin on 20's - Lil' Flip (4:09)
14. Fuck What a Nigga Say... - Dirtbag (3:16)
15. Oye - Pitbull (4:03)
16. Miami - K'Jon (4:18)
17. Finish (Outro) - Ludacris (0:10)

## Hitnoteringen
| Hitlijst                               | Hoogste positie |
| -------------------------------------- | --------------- |
| Amerikaanse albums (Billboard 200)     | 5               |
| Australische albums (ARIA)             | 25              |
| Duitse albums (Offizielle Top 100)     | 11              |
| Franse albums (SNEP)                   | 57              |
| Nieuw-Zeelandse albums (RMNZ)          | 18              |
| Waalse albums (Ultratop)               | 50              |
| Zwitserse albums (Schweizer Hitparade) | 26              |